# Korfbalvereniging Koog-Zaandijk
Korfbalvereniging Koog-Zaandijk is een Nederlandse korfbalvereniging uit Koog aan de Zaan. Koog Zaandijk is driemalig kampioen van de Korfbal League in de zaal, won tweemaal de Ereklasse op het veld en is driemalig Europacup winnaar. KZ komt uit in de hoogste klassen van het Nederlandse Korfbal. Op het veld in de Ereklasse, in de zaal in de Korfbal League. Sinds 2023 is de hoofd- en daarmee naamsponsor Keukensale.com. Tussen 2018 en 2023 was dat fysiotherapie Thermo4U. Het sponsorschap daarvoor met hoofdsponsor Hiltex werd beëindigd na het overlijden van de eigenaar van Hiltex in 2018. 

## Geschiedenis
Koog Zaandijk werd opgericht op 20 mei 1910. In 1934 werd het al eens landskampioen op het veld, toen nog onder de Nederlandse Korfbal Bond. Sinds het seizoen 2006/2007 speelt de club in de Korfbal League. In het seizoen 2007/2008 werd Koog Zaandijk op 19 april landskampioen zaalkorfbal na een finale in Ahoy. Op 20 juni 2009 werd Koog-Zaandijk voor de tweede keer landskampioen voor veldkorfbal.
Op 17 april 2010 verwierf Koog-Zaandijk, na een overwinning met 22-20 op Dalto, voor de tweede keer in drie jaar tijd de landstitel. Dit werd een aantal jaren eerder als doelstelling gesteld, aangezien de club in 2010 haar 100-jarig bestaan vierde. Tijdens deze wedstrijd nam aanvoerder Chris Kaper, veelal geroemd als een icoon voor de club en de gehele korfbalsport, afscheid van korfbal op het hoogste niveau. Op 21 april 2011 werd de club weer kampioen na een overwinning met 20-19 tegen PKC.
In het najaar van 2016 verhuisde de club naar Topsportcentrum De Koog, gelegen op de locatie van de voormalige kantine van het veldcomplex van KZ. Topsportcentrum De Koog opende officieel op 16 september 2016. Het nieuwe sportcomplex biedt 2 grote zalen, een kantine in eigen beheer, een sportschool en vergaderruimten. De vorige sporthal, Sporthal De Sprong, brandde op 28 oktober 2016 af, vermoedelijk door brandstichting.

## Palmares
- Korfbal League kampioen, 3× (2008, 2010, 2012)
- Ereklasse veldkorfbal kampioen, 2× (1934, 2014)
- Supercup veldkorfbal kampioen, 1× (2015)
- Europacup, 3× (2009, 2011, 2013)

## Spelers

### Huidige spelers
- Marijn van den Goorbergh
- Alwin Out
- Carlo de Vries
- Anouk Haars
- Esther Cordus
- Marjolijn Schenk
- Nikki Boerhout

### Oud-spelers
- Tim Bakker
- Emiel de Kruijff
- Roxanna Detering
- Erik de Vries
- Kim Cocu
- Marjolijn Kroon
- Rick Voorneveld
- Chris Kaper
- Rosemarie Roozenbeek
- Dennis Doves
- Jet Hendriks
- Jordi Pasma